# إرنيست نونغ
إرنيست نونغ (23 يوليو 1925) (بالإنجليزية: Ernest Nunge)‏ لاعب كرة قدم فرنسي معتزل . ساهم في احتلال نادي نانسي المركز الثاني في بطولة كأس فرنسا موسم 1952-1953 .

## روابط خارجية
- إرنيست نونغ على موقع قاعدة بيانات كرة القدم.إي يو (الإنجليزية)